# Thuyết đa trí tuệ

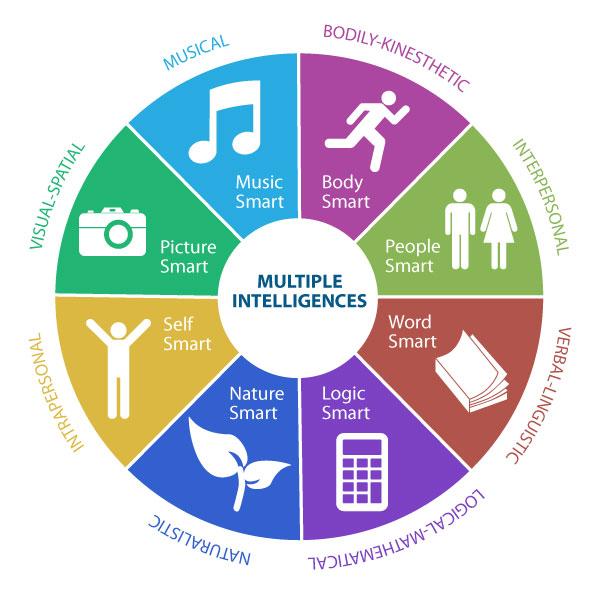
Hình ảnh biểu trưng cho Thuyết đa trí tuệ

Thuyết đa trí tuệ là một lý thuyết về trí thông minh của con người được nhìn nhận bằng nhiều cách, mang tính đa dạng, được nghiên cứu và công bố bởi tiến sĩ Howard Gardner. Theo Gardner, trí thông minh (intelligence) được ông quan niệm "là khả năng giải quyết các vấn đề hoặc tạo ra các sản phẩm mà các giải pháp hay sản phẩm này có giá trị trong một hay nhiều môi trường văn hóa" và trí thông minh cũng không thể chỉ được đo lường duy nhất qua Chỉ số IQ.
Năm 1983, ông đã xuất bản một cuốn sách có nhan đề Frames of Mind (tạm dịch Cơ cấu của trí tuệ), trong đó ông công bố các nghiên cứu và lý thuyết của mình về sự đa dạng của trí thông minh (Theory of Multiple Intelligences).

## Những bằng chứng làm cơ sở
Thuyết trí thông minh đa dạng không phải là khuôn mẫu đầu tiên cho rằng có nhiều cách khác nhau để trở thành người khôn ngoan. Rất nhiều những dạng thông minh khác đã được gợi ý, bao gồm: khiếu hài hước, óc sáng tạo, tài nấu ăn, sự duy linh, đạo đức, bản năng giới tính, trực giác, khả năng khứu giác, khả năng ngoại cảm, khả năng ghi nhớ, trí khôn ngoan, khả năng kỹ thuật, cảm nhận chung và trí thông minh đường phố. Đã có rất nhiều loại luận thuyết về trí thông minh được đưa ra, theo đó có hơn 150 dạng thông minh khác nhau, nhưng chỉ có 8 dạng thông minh đủ bằng chứng cơ sở đó là: Trí thông minh không gian – thị giác, Trí thông minh Nhạc điệu, Trí thông minh Logic, Trí thông minh Tương tác – giao tiếp, Trí thông minh Thể chất, Trí thông minh Ngôn ngữ, Trí thông minh Nội tâm, Trí thông minh Thiên nhiên.
Thứ nhất: Mỗi trí thông minh đều có khả năng được biểu tượng hóa
Thứ hai: Mỗi trí thông minh đều có một lịch sử phát triển của riêng nó
Thứ ba: Mỗi trí thông minh đều sẽ bị biến mất khi não bị tổn thương ở vùng đặc trưng

Thứ tư: Mỗi trí thông minh đều có nền tảng và giá trị văn hóa riêng của nó

## Danh sách các loại thông minh:

### Trí thông minh Không gian – Thị giác
Trí thông minh không gian – thị giác là khả năng cảm nhận về hình ảnh và nhận thức không gian nhanh nhạy hơn số đông. Những người có trí thông minh này sẽ có trí tưởng tượng phong phú, thường nắm bắt ý nghĩa sự việc thông qua hình ảnh, thích diễn đạt bằng mô hình, phác họa, sử dụng tốt bản đồ và định hướng tốt trong không gian… Các đại diện của trí thông minh này gồm Nghệ sĩ, Nhà thiết kế, Họa sĩ, Đạo diễn, Kiến trúc sư, Nhiếp ảnh gia, Nhà phát minh, Chuyên viên thẩm mỹ…

### Trí thông minh Âm nhạc – Thính giác

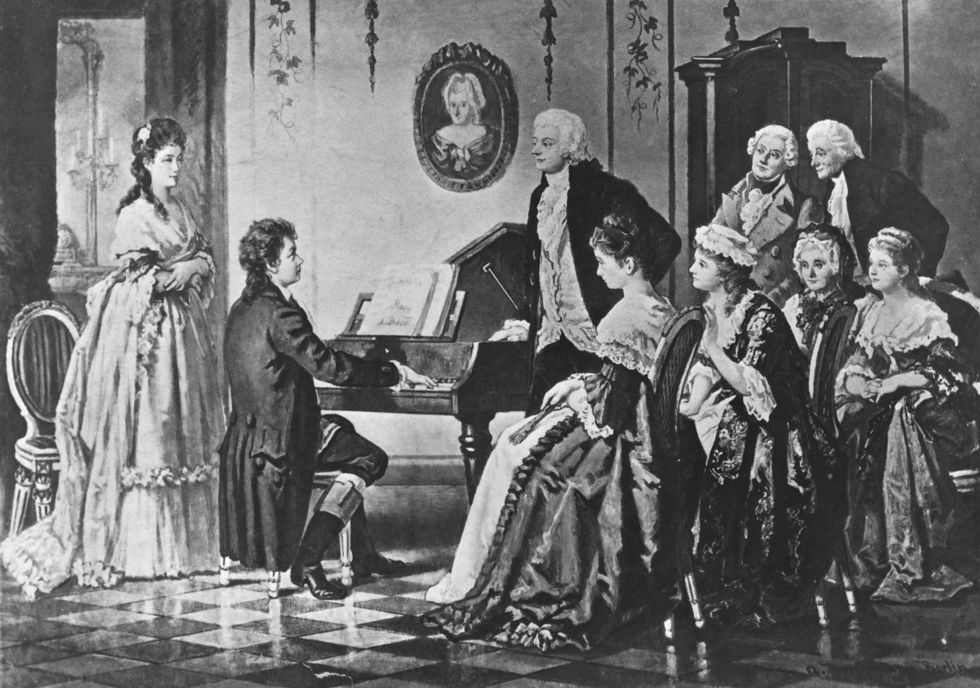
Beethoven và Mozart - 2 trong những người đại diện cho trí thông minh âm nhạc

Trí thông minh nhạc điệu – âm thanh là khả năng ghi nhớ nhanh giai điệu, có thể chơi nhạc cụ dễ dàng, cảm thụ âm thanh tinh tế mà người khác không cảm được. Những người có trí thông minh này thường nhạy cảm với âm thanh, thẩm âm tốt, có khả năng sáng tác âm nhạc, sử dụng nhạc cụ hoặc ca hát. Họ có thiên hướng học tập bằng âm nhạc, thích chơi nhạc cụ, hát… Các đại diện của trí thông minh này gồm Nhạc sĩ, ca sĩ, DJ, nhà sản xuất âm nhạc, kỹ thuật viên điều chỉnh và sản xuất nhạc cụ, kỹ sư âm thanh, chuyên gia cố vấn âm thanh, thiết kế bối cảnh sử dụng âm thanh (nhà hát, rạp phim)…

### Trí thông minh Toán học – Logic
Trí thông minh Logic là khả năng lập luận, phân tích các vấn đề, tổng hợp và phân tích để tìm ra bản chất và quy luật của các vấn đề. Nhạy bén trong các vấn đề liên quan đến số học, suy diễn các trình tự và tư duy theo phương hướng nguyên nhân – kết quả. Trí thông minh logic – toán học cũng thể hiện ở khả năng hiểu các vấn đề trừu tượng, khả năng xác định nguyên nhân, xâu chuỗi các sự kiện. Các đại diện của trí thông minh này gồm Nhà khoa học, nhà hùng biện, Thẩm phán, Dược sĩ, Chuyên viên thống kê, Kĩ sư máy tính, Lập trình máy tính, Công tố, kế toán, kiểm toán, giáo viên dạy toán.

### Trí thông minh Tương tác – Giao tiếp
Trí thông minh tương tác – giao tiếp là khả năng nhận thức được cảm xúc của người khác, nhanh nhạy trong thiết lập mối quan hệ. Họ cũng làm việc nhóm hiệu quả, biết thông cảm, thấu hiểu và truyền cảm hứng. Họ thích giao tiếp và giao tiếp tốt, đồng thời vận dụng nhiều kỹ năng xã hội. Các đại diện của trí thông minh này gồm Chuyên viên nhân sự, Lãnh đạo, Chính trị gia, Nhân viên tư vấn bán hàng, Nhà tâm lý học, quảng cáo, diễn giả,…

### Trí thông minh Thể chất
Trí thông minh thể chất là khả năng điều khiển cơ thể khéo léo hơn người khác. Những người sở hữu trí thông minh này có khả năng kiểm soát những chuyển động, xử lý các đồ vật, đối tượng cực kỳ khéo và có thể huy động toàn bộ cơ thể để tạo ra những chuyển động đặc biệt, đẹp mắt và chính xác. Đại diễn điển hình là Vận động viên thể thao, Vũ công, Nghệ sĩ xiếc, Nhà vật lý trị liệu, Thợ thủ công, Thợ may, thêu, Thợ mộc,... 

### Trí thông minh Ngôn ngữ
Trí thông minh ngôn ngữ là khả năng sử dụng ngôn ngữ hiệu quả để thể hiện bản thân bằng hùng biện, thi ca, có khả năng học, nói được nhiều ngôn ngữ và ghi nhớ bằng ngôn ngữ. Người có trí thông minh ngôn ngữ thường thu nạp kiến thức thông qua việc nói và viết, thích chơi ô chữ, đố vui… Đại diện của trí thông minh Ngôn ngữ là Diễn giả, Dịch giả, Nhà văn, Nhà báo, Người viết quảng cáo, Bình luận viên, Luật sư,...

### Trí thông minh Nội tâm
Trí thông minh nội tâm là khả năng khám phá chiều sâu bản thân, nhạy cảm, hòa điệu với những cảm xúc, suy nghĩ, tâm trạng... Những người sở hữu trí thông minh này có thể ý thức được ưu điểm, khuyết điểm của mình, thích trầm ngâm suy tư, làm việc một mình. Đại diện của nhóm này là nhà nghiên cứu, lý luận, triết học, nhà văn, những người có tài viết lách…

### Trí thông minh thiên nhiên
Trí thông minh thiên nhiên là khả năng tinh thông trong việc nhận dạng và phân loại vô số chủng loại động thực vật trong môi trường. So với bảy loại hình thông minh đầu tiên, có rất nhiều cách để thể hiện chúng ra thế giới bên ngoài. Có lẽ rõ rệt nhất, những người có cảm nhận về thiên nhiên bộc lộ trí thông minh của mình. Đó là sở trường của những người làm vườn, trồng cây cảnh, sáng tạo khung cảnh thiên nhiên, hay nói cách khác là thể hiện sự quan tâm tự nhiên của mình đối với thực vật. Đại diện của trí thông minh thiên nhiên là Chủ trang trại, Nhà thực vật học, Nhà bảo vệ môi trường, Nhà sinh vật học…

### Trí thông minh hiện sinh
Trí thông minh hiện sinh có rất ít mối quan hệ với bất kỳ hệ tư tưởng nào.Định nghĩa trí thông minh hiện sinh là trí thông minh liên quan tới các vấn đề cơ bản của cuộc sống. Liên tục đặt ra những câu hỏi như: "Cuộc sống là gì?" "Ý nghĩa của nó là gì?" "Vì sao lại có quỷ dữ?" "Loài người sẽ tiến tới đâu?" và "Chúa có tồn tại hay không?",...tất cả chính là điểm khởi đầu mạnh mẽ cho một cuộc khám phá và nhận thức sâu sắc hơn. Định nghĩa về khả năng của trí thông minh hiện sinh gồm hai phần:
- Xác định bản thân tới những tầm xa nhất của vũ trụ - nơi tận cùng, vô tận.
- Xác định bản thân với những tính năng hiện hữu nhất của điều kiện con người - tầm quan trọng của cuộc sống, ý nghĩa của cái chết, số mệnh cuối cùng của thế giới vật chất, tinh thần, những trải nghiệm sâu sắc như là tình yêu của con người hoặc niềm đam mê nghệ thuật.
Một số người có nhiều trí thông minh hiện sinh do họ đã tìm thấy một "chân lý cuối cùng", trong khi những người khác kém hơn vì không tìm ra. Những người có trí thông minh hiện sinh có thể là nhà thần học, mục sư, giáo sỹ Do Thái, pháp sư, linh mục, thầy dạy Yoga, nhà sư và những thầy trưởng tế Hồi giáo. Mỗi người trong số họ có thể có những nhận thức khác nhau về bản chất của chân lý tuyệt đối. Nhưng cũng có những người theo thuyết bất khả tri, những triết gia theo phái hoài nghi, phái vô thần, phái châm chích, những người báng bổ hoặc những nhà dị giáo - những người thể hiện một trình độ cao hơn của trí thông minh hiện sinh bởi họ luôn cố xoay xở với những câu hỏi ở mức độ căng thẳng và phức tạp. Các nghề nghiệp điển hình như Nhà thần học, mục sư, giáo sĩ, pháp sư, linh mục, sư thầy dạy Yogo, những người làm trong tổ chức phúc thiện, nhà triết học, lý thuyết gia, nhà thần học, chuyên viên tư vấn sống, nhà khoa học, người làm công tác xã hội, diễn giả, chuyên gia về tâm thần học.